# Cornelly
Cornelly är en community i Storbritannien.   Den ligger i kommunen Bridgend och riksdelen Wales, i den södra delen av landet, 250 km väster om huvudstaden London.